# Sarax singaporae
Espèce
Synonymes
- Sarax sarawakensis singaporae Gravely, 1911

Sarax singaporae est une espèce d'amblypyges de la famille des Charinidae.

## Distribution
Cette espèce est endémique de Singapour,.

## Description
Les femelles syntypes mesurent 5,5 et 6,0 mm.

## Systématique et taxinomie
Cette espèce a été décrite sous le protonyme Sarax sarawakensis singaporae par Gravely en 1911. Elle est élevée au rang d'espèce dans le genre Phrynichosarax par Gravely en 1915, elle est replacée dans le genre Sarax par Weygoldt en 2000.

## Étymologie
Son nom d'espèce lui a été donné en référence au lieu de sa découverte, Singapour.

## Publication originale
- Gravely, 1911 : « Notes on Pedipalpi in the collection of the Indian Museum. II–A preliminary note on a new Sarax from Singapore. » Records of the Indian Museum, vol. 6, p. 36-37 (texte intégral).